# County Hall

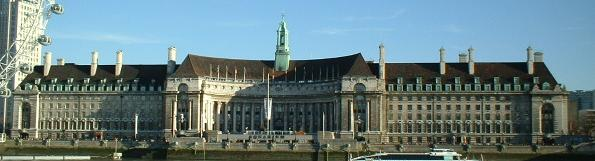
County Hall in London (2002)

County Hall (manchmal auch London County Hall genannt) ist ein Gebäude im Stadtbezirk Lambeth von London, der Hauptstadt des Vereinigten Königreiches. Es war der Sitz des London County Council (LCC) und später des Greater London Council (GLC). Das Gebäude befindet sich am Queen’s Walk am Ufer South Bank der Themse, südlich davon liegt die Westminster Bridge. Es ist nach Westen in Richtung City of Westminster ausgerichtet und liegt in der Nähe des Palace of Westminster. Die nächsten U-Bahn-Stationen sind Waterloo und Westminster. Es ist ein denkmalgeschütztes Gebäude der Kategorie II.

## Geschichte

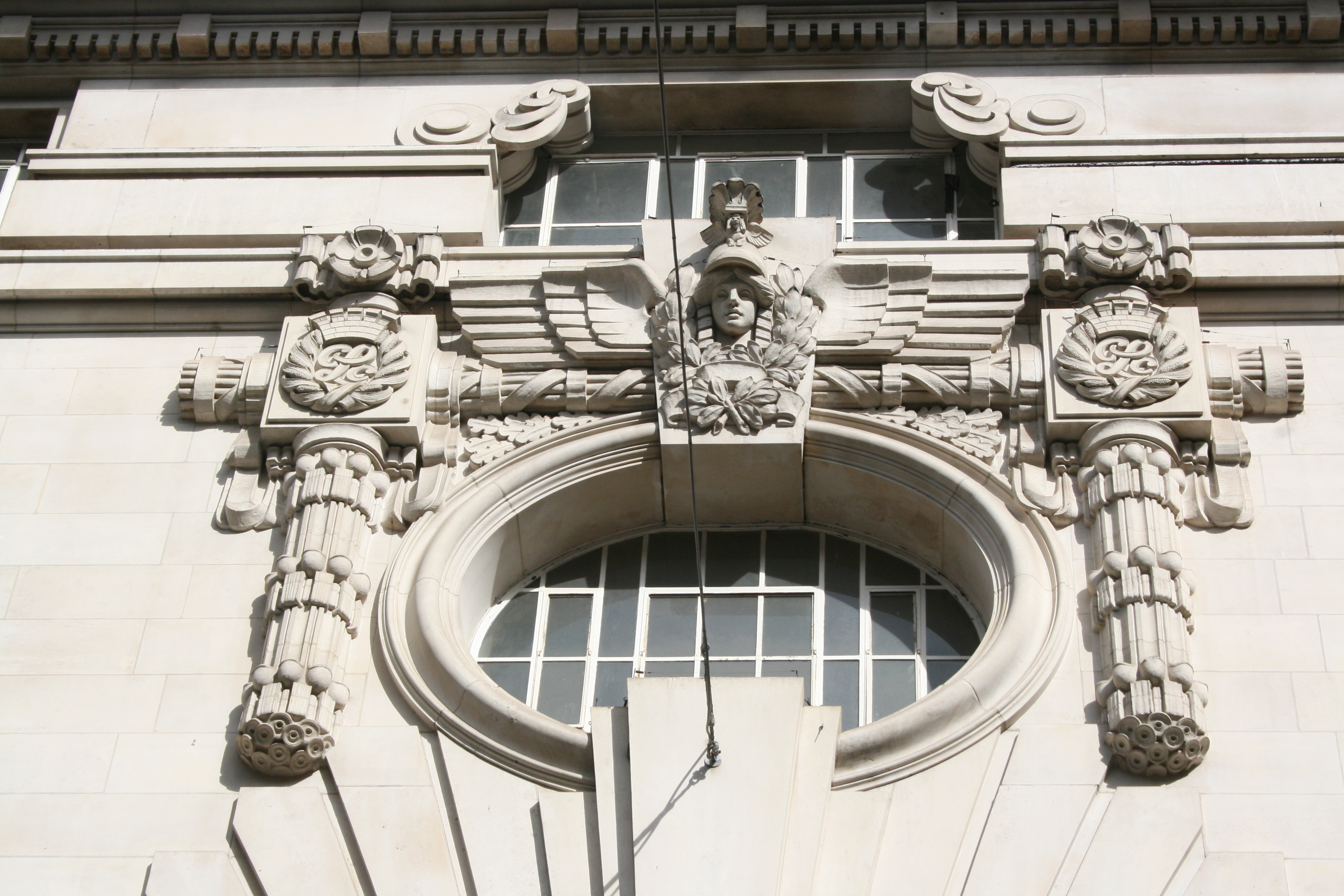
Neobarockes Detail

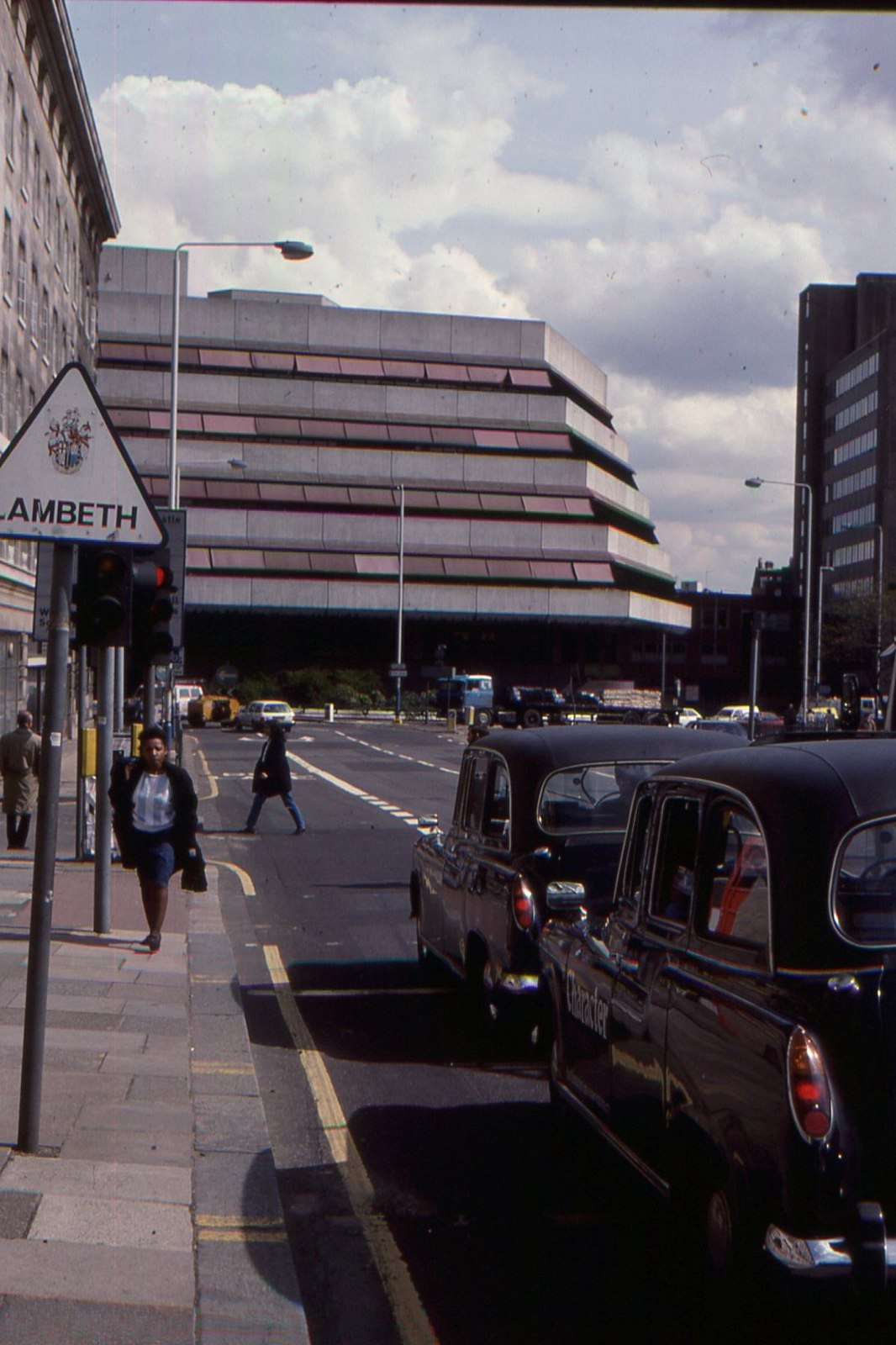
Blick auf die Island Block genannte Erweiterung, die von 1974 bis 1986 genutzt und 2006 abgerissen wurde (1989)

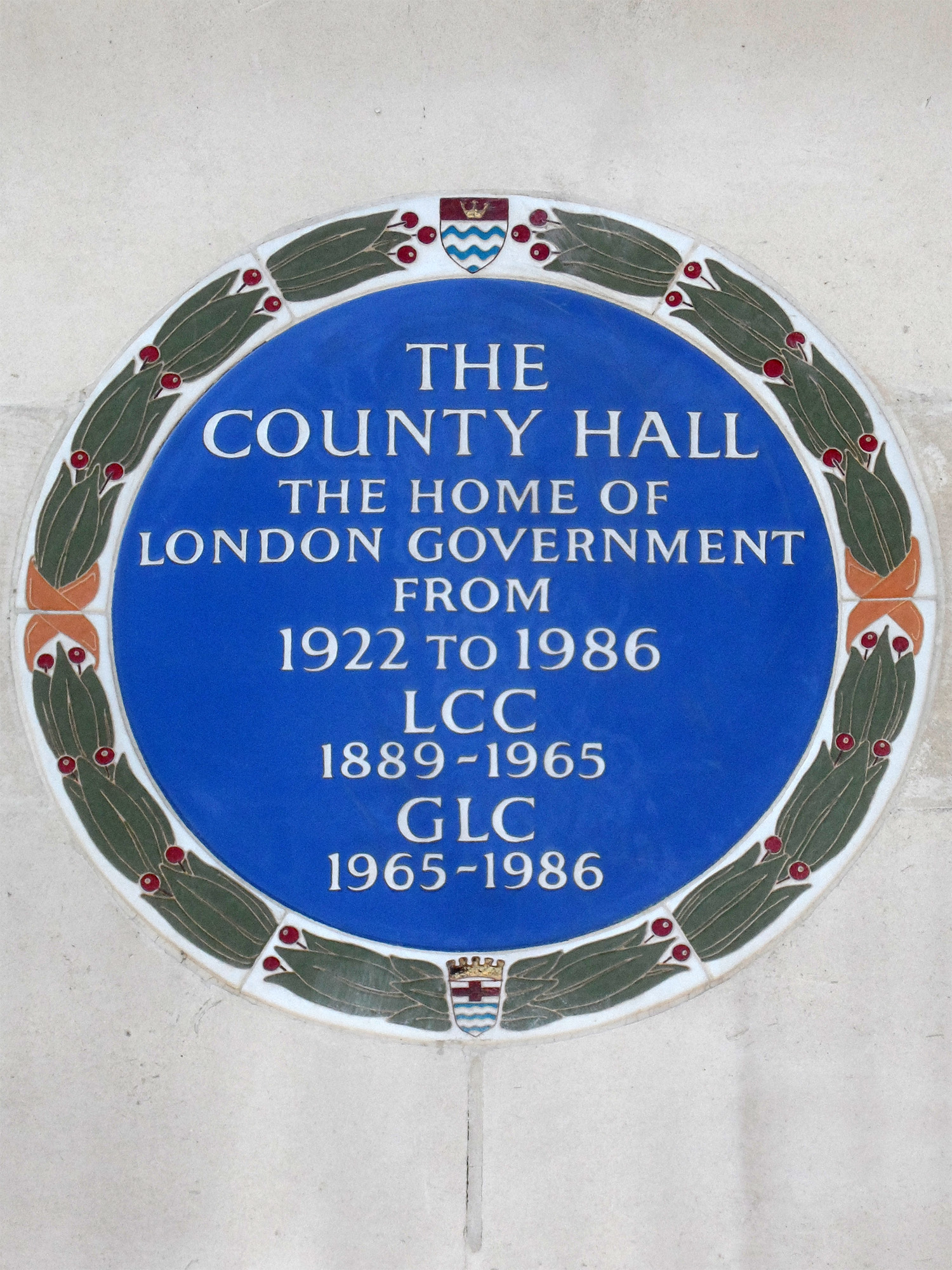
Blue Plaque an der County Hall

Das sechsstöckige Hauptgebäude wurde von Ralph Knott entworfen. Es ist mit Portlandstein im edwardianischen Barockstil verkleidet. Der Bau, der von Holland, Hannen & Cubitts durchgeführt wurde, begann 1911 und das Gebäude wurde 1922 von König Georg V. eröffnet. Die Nord- und Südblöcke, die von Higgs und Hill gebaut wurden, wurden zwischen 1936 und 1939 hinzugefügt.
Im Februar 1945 war das Gebäude Schauplatz der World Trade Union Conference (Weltgewerkschaftskonferenz).
Später wurde County Hall durch den Island Block erweitert. Er wurde erst 1974 fertiggestellt, und zwar in der Mitte des verkehrsreichen damaligen Kreisverkehrs am südlichen Ende der Westminster Bridge, zwischen County Hall, St Thomas’ Hospital und Waterloo Station. Mit "Island" (Insel) war die Verkehrsinsel gemeint. Der Architekt war John Bancroft, der Baustil brutalistisch.
Die bauliche Erweiterung fiel in mehrerer Hinsicht auf: sie hatte einen völlig anderen architektonischen Charakter als die anderen Gebäude in der Nähe, hatte keine ebenerdigen Eingänge (obwohl es Notausgänge gab), war nur durch eine Verbindungsbrücke und einen Tunnel vom County Hall-Altgebäude aus erreichbar und hatte orangefarbene Jalousien, die so konstruiert waren, dass sie bei Sonnenschein automatisch heruntergelassen und hochgezogen wurden, anstatt durch eine lokale Steuerung, die von außen weniger ansprechend gewesen wäre. Die Steuerung funktionierte schnell nicht mehr, was den unerwünschten „zufälligen“ Effekt hinterließ und außerdem zu übermäßiger Hitze und Blendung im Gebäude führte, die die Nutzer nicht kontrollieren konnten. Obwohl der Block bei vielen Londonern unbeliebt war, wurde er von seinem Architekten und einigen anderen Experten dennoch als „vornehm“ angesehen und als frühes Beispiel für eine offene Büroeinrichtung (Großraumbüro) bezeichnet, die eigentlich unter Denkmalschutz hätte stehen sollen.
64 Jahre lang war County Hall Sitz der Londoner Lokalregierung. In den 1980er Jahren geriet der damals mächtige, von Labour dominierte GLC unter Ken Livingstone in Konflikt mit der konservativen Regierung von Margaret Thatcher. Die Fassade von County Hall diente häufig als Plakatwand für oppositionelle Parolen, die vom Palace of Westminster aus zu sehen waren.
Als die Regierung von Margaret Thatcher den GLC 1986 abschaffte, verlor County Hall seine Funktion als Sitz der Londoner Regierung. Bald wurde darüber gesprochen, was mit dem Gebäude geschehen sollte, und es gab Pläne, die London School of Economics an den Standort zu verlegen, die jedoch nicht umgesetzt wurden. Das Gebäude wurde von der Inner London Education Authority (ILEA) bis zu ihrer Abschaffung im Jahr 1990 genutzt. Dann wurde es an die London Residuary Body übertragen und schließlich an Shirayama Shokusan, einen japanischen Investor, verkauft. Am 21. Oktober 2005 gab der High Court of Justice einem Antrag der Eigentümerin des Gebäudes, Shirayama Shokusan, statt, die Saatchi Gallery wegen Vertragsbruchs zu räumen, insbesondere wegen der Nutzung von Flächen außerhalb der gemieteten Fläche für Ausstellungen.
Der Island Block wurde 2006 abgerissen, um Platz für ein Hotel, das Park Plaza Westminster Bridge, zu schaffen. Der Block, auch bekannt als Nr. 1 Westminster Bridge Road, wurde seit 1986 nicht mehr genutzt und als Schandfleck beschrieben.
Eine Blue Plaque erinnert an das LCC, das GLC und die Inner London Education Authority im County Hall.

## Attraktionen

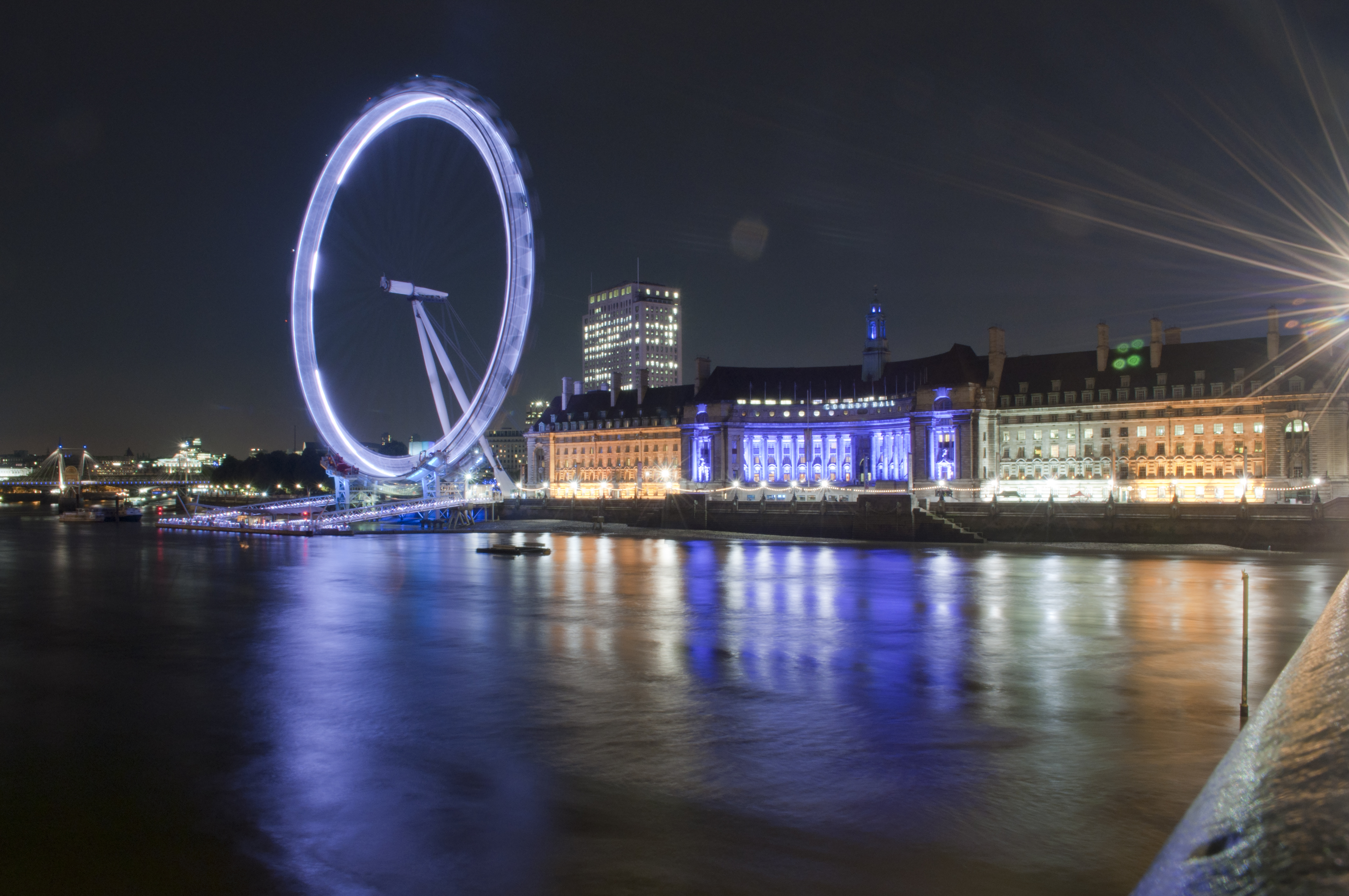
Ansicht bei Nacht (mit dem Riesenrad London Eye, 2011)

Heute beherbergt County Hall zahlreiche Freizeitattraktionen, unter anderem ist es ein Zentrum von Merlin Entertainments, deren Sea Life London Aquarium, London Dungeon, Shreks Abenteuer ! und das London Eye sich alle in und um das Gebäude befinden.
Von 2000 bis 2010 war die Ausstellung Dali Unverse mit 500 Kunstwerken des surrealistischen Künstlers Salvador Dalí auf einer Fläche von 3000 Quadratmetern im County Hall und davor zu sehen.
2007 war die County Hall Gastgeber der Ausstellung „Star Wars: The Exhibition“. Die Ausstellung zeigte Originalkostüme, Requisiten und Fahrzeuge aus der Star-Wars-Filmreihe und wurde anlässlich des 30. Jahrestags der Veröffentlichung des Originalfilms Krieg der Sterne ins Leben gerufen.
Von 2008 bis 2012 beherbergte County Hall das von Jonathan Sands gegründete London Film Museum, das Originalrequisiten, Kostüme und Kulissen aus verschiedenen Spielfilmen ausstellte.
Seit Oktober 2017 ist der Alte Ratssaal zudem Schauplatz einer ortsspezifischen Inszenierung von Agatha Christies "Zeugin der Anklage".

## Hotels
In County Hall gibt es zwei Hotels:
- Premier Inn, Premier Inn London County Hall Hotel[22]
- Marriott, London Marriott Hotel County Hall[23]